# Енигма Каспара Хаузера
Енигма Каспара Хаузера је западнонемачки драмски филм из 1974. године, режисера и сценаристе Вернера Херцога. Херцог је такође био и ко-продуцент, а у главној улози је Бруно Шлехштајн као Каспар Хаузер. Филм је заснован на истинитој причи о тајанственом младићу по имену Каспар Хаузер који се појавио на улицама Нирнберга почетком 19. века. У филму је такође коришћен текст из стварних писама пронађених са Каспаром.